# Патриотический союз
«Патриотический союз» (нем. Vaterländische Union, VU) — правоцентристская христианско-демократическая либерально-консервативная политическая партия Лихтенштейна.

## История партии
Партия является наследницей образованной в 1918 году христианско-социальной Народной партии, защищавшей права рабочих и в 1936 году объединившейся с националистическими силами в «Патриотический союз», занявший более правые позиции. Долгие годы находившаяся в оппозиции, партия формировала однопартийные правительства в 1970—1974, 1978—1993 и 1993—2001 годах, располагая абсолютным большинством в Ландтаге. В 2005 году, получив 10 депутатских мандатов из 25, что стало худшим результатом партии, «Патриотический союз» вошёл в коалиционное правительство с Прогрессивной гражданской партией.
По итогам парламентских выборов 2009 года партия имела 13 представителей в Ландтаге и сформировала коалиционное правительство под руководством Клауса Чючера, сохранив коалицию с Прогрессивной гражданской партией.
По итогам парламентских выборов 2013 года партия имела 8 представителей в Ландтаге, потеряв 5 мандатов. Это было вызвано выходом из партии незадолго до выборов группы депутатов, сформировавших новую организацию «Независимые — за Лихтенштейн», которая шла на парламентских выборах самостоятельно. В результате этих событий премьер-министр Клаус Чючер в марте 2013 года лишился своего поста.
По итогам парламентских выборов 2021 года партия имела 10 представителей. Премьер-министром стал Даниэль Риш, возглавивший коалиционное правительство, в которое вошла Прогрессивная гражданская партия.
По итогам парламентских выборов 2025 года партия также имеет 10 представителей.